# Eduardo Saverin
Eduardo Saverin (sinh ngày 19 tháng 3 năm 1982 tại Sao Paulo, Brasil) là doanh nhân người Mỹ gốc Brasil và là người đồng sáng lập Facebook cùng với Mark Zuckerberg, Dustin Moskovitz và Chris Hughes. Người ta không biết anh sở hữu bao nhiêu cổ phần tại Facebook từ khi nó không phải là một công ty kinh doanh công khai, tuy nhiên nhà báo Allison Kade dự đoán rằng anh có thể sở hữu khoảng 30%, trị giá khoảng 23,5 tỉ đô-la Mỹ

## Cuộc sống cá nhân
Eduardo Saverin sinh tại Sao Paulo, Brasil trong một gia đình Do Thái Brasil giàu có và lớn lên tại Miami, Florida, Hoa Kỳ. Cha của anh là một nhà tư bản công nghiệp làm việc trong ngành xuất khẩu, quần áo, hàng hải và kinh doanh bất động sản.
Anh học tại trường Gulliver Preparatory tại Miami, sau đó học đại học tại trường đại học Harvard, nơi Eduardo là thành viên của câu lạc bộ Phoenix S.K, và là chủ tịch của Hiệp hội đầu tư Harvard. Trong suốt thời gian học tại Harvard, anh kiếm được 300 000 đô-la Mỹ bởi những cuộc đầu tư chiến lược trong ngành công nghiệp dầu khí. Vào năm 2006, anh tốt nghiệp magna cum laude từ trường đại học Harvard với bằng cử nhân kinh tế. Người ta cho rằng anh đang sống tại Singapore.

## Facebook
Trong năm học đầu tiên tại trường đại học Harvard, anh gặp người bạn cùng lớp học năm thứ hai có nhiều điểm chung là Mark Zuckerberg. Nhận thấy sự thiếu hụt một mạng xã hội dành cho sinh viên Harvard, hai người đã làm việc cùng nhau để tạo ra Facebook. Là người đồng sáng lập, anh giữ chức CFO và giám đốc điều hành kinh doanh. Khi Facebook nhanh chóng lan rộng đến các trường đại học khắp nước Mỹ, những xung đột nội bộ và những quan điểm trái ngược giữa Zuckerberg và Saverin xuất hiện. Mùa hè tiếp theo, khi anh đang ở New York, Thefacebook chuyển hoạt động đến California, trở thành doanh nghiệp mới nổi có sự tăng trưởng nhanh tại thung lũng Silicon.
Sau khi những nhà đầu tư bên ngoài, chủ yếu là những nhà đầu tư mạo hiểm, đồng sáng lập Paypal Peter Thiel, đồng sáng lập Napster Sean Parker, giành quyền kiểm soát tài chính của công ty mới nổi đồng thời sự cần thiết phải có một nhóm đầu não và sự quay lại chức CEO của Mark Zuckerberg, sự liên quan và tầm ảnh hưởng trực tiếp của anh đã bị giảm bớt. Tháng 4 năm 2005, Zuckerberg đã giảm phần trăm cổ phần của anh ở Facebook từ 34% xuống còn khoảng 5%.
Vụ kiện của anh chống lại Facebook đã được giải quyết bên ngoài tòa án. Mặc dù những điều khoản của sự giải quyết đã bị giấu kín, công ty đã xác nhận rằng danh nghĩa của anh là người đồng sáng lập. Anh đã ký một hợp đồng ký kết sẽ không tiếp tục kiện cáo sau khi vu kiện được giải quyết.

## Sự miêu tả trên truyền thông
Trong phim The Social Network (2010), vai anh được đóng bởi nam diễn viên Andrew Garfield.